# Mpuku

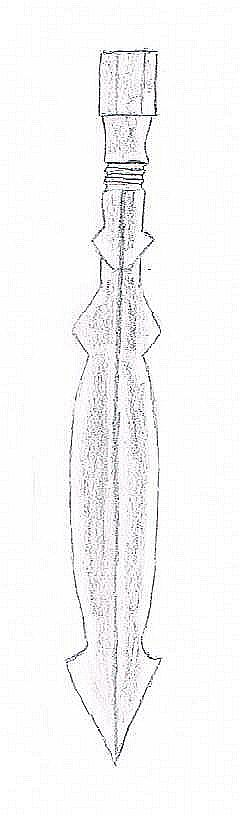

Das Mpuku ist ein traditionelles afrikanisches Schwert bzw. Kurzschwert. Es wird hauptsächlich von den Salampasu aber auch von den Chokwe, Dinka, Lwalwa und den südlichen Kete verwendet. Diese Ethnien leben im Südwesten der Demokratischen Republik Kongo. Bei den Salampasu ist die Statuswaffe Bestandteil von Initiationsriten für Jungen.

## Beschreibung
Das Schwert hat eine zweischneidige, geschwungene Klinge. Kurz vor dem Griffstück und am Ort ist die Klinge auf jeder Seite dreieckig erweitert. Das Griffstück besteht aus Holz und ist durch Schnitzereien verziert. Die Scheide besteht aus zwei Holzseiten, welche mit Tierhaut überzogen und verschieden geschmückt sind. Die Gesamtlänge beträgt etwa 60 cm.